# Fernando Velasco
Fernando Velasco (Cali, Valle del Cauca, Colombia; 20 de octubre de 1964) es un entrenador colombiano de fútbol. Actualmente no dirige a ningún club tras dirigir como encargado en dos oportunidades al Cortuluá en 2022.

## Trayectoria
En su trayectoria profesional como entrenador, comenzó como asistente en varios clubes antes de dirigir en propiedad al Cortuluá, secundó al técnico Jaime de la Pava al tiempo que dirigió la Primera C del América y la Selección Valle Femenina.
En 2004 fue designado entrenador interino del Cortuluá tras la renuncia de Luis Augusto García, equipo con el que descendió y dirigió en Primera B en 2005 y primer semestre de 2006; Regresó a Tuluá en el segundo semestre de 2008 y llevó al ascenso a la Categoría Primera A en 2009. Al término del Torneo Apertura renunció a su cargo por los malos resultados.
Posteriormente, regresó a la Categoría B, para dirigir al Bogotá F.C. en reemplazo de Oswaldo 'La Sombra' Durán. Luego de la eliminación en la fase de cuadrangulares semifinales, es contactado por el Atlético Bucaramanga que lo contrató como nuevo técnico para la temporada 2011. en septiembre del mismo año regresa al Cortuluá, luego que fuera licenciado el joven entrenador Néstor Rodríguez. se mantuvo dos años más al frente del equipo corazón logrando buenas campañas pero sin lograr el ascenso.
En noviembre de 2013 es confirmado como nuevo técnico del Unión Magdalena para la temporada 2014 de la Primera B. en el primer semestre clasifica a la eliminatoria pero es eliminado en cuartos de final, en el segundo torneo estuvo muy cerca de la final, tuvo otra oportunidad de ascenso con el ciclón en los Cuadrangulares de ascenso de Colombia de 2015 pero quedó a las puertas del mismo por diferencia de goles que se resolvió a favor de Cortulua, seguidamente la dirigencia del América de Cali lo contrató como entrenador de los diablos rojos en la temporada 2015.

## Clubes

### Formador
| Club                                    | País     | Año |
| --------------------------------------- | -------- | --- |
| Divisiones menores de América de Cali   | Colombia | ¿?  |
| Selección de fútbol del Valle del Cauca | Colombia | ¿?  |

### Asistente técnico
| Club                  | País      | Año       |
| --------------------- | --------- | --------- |
| América de Cali       | Colombia  | 1998-2002 |
| Deportes Tolima       | Colombia  | 2007      |
| Guaros FC             | Venezuela | 2007      |
| Internacional Palmira | Colombia  | 2024      |

### Entrenador
| Club                 | País     | Año         |
| -------------------- | -------- | ----------- |
| Cortuluá             | Colombia | 2004 - 2006 |
| Cortuluá             | Colombia | 2008 - 2010 |
| Bogotá F.C.          | Colombia | 2010        |
| Atlético Bucaramanga | Colombia | 2011        |
| Cortuluá             | Colombia | 2011 - 2013 |
| Unión Magdalena      | Colombia | 2014 - 2015 |
| América de Cali      | Colombia | 2015        |
| Cúcuta Deportivo     | Colombia | 2016 - 2017 |
| Cortuluá             | Colombia | 2022        |

## Estadísticas como entrenador
| Cortuluá · Colombia | 1ª    | F-2004 | 10  | 5  | 2  | 3  | -  | - | -  | -  | - | - | - | - | 10  | 5   | 2  | 3  | 56.67% |
| Cortuluá · Colombia | 2ª    | 2005   | 40  | 19 | 11 | 10 | -  | - | -  | -  | - | - | - | - | 40  | 19  | 11 | 10 | 56.67% |
| Cortuluá · Colombia | 2ª    | A-2006 | 18  | 7  | 8  | 3  | -  | - | -  | -  | - | - | - | - | 18  | 7   | 8  | 3  | 53.7%  |
| Cortuluá · Colombia | 2ª    | F-2008 | 18  | 5  | 6  | 7  | -  | - | -  | -  | - | - | - | - | 18  | 5   | 6  | 7  | 38.89% |
| Cortuluá · Colombia | 2ª    | 2009   | 46  | 20 | 13 | 13 | 10 | 2 | 4  | 4  | - | - | - | - | 56  | 22  | 17 | 17 | 49.41% |
| Cortuluá · Colombia | 1ª    | A-2010 | 18  | 4  | 3  | 11 | 7  | 3 | 1  | 3  | - | - | - | - | 25  | 7   | 4  | 14 | 33.33% |
| Cortuluá · Colombia | 2ª    | F-2011 | 8   | 2  | 4  | 2  | -  | - | -  | -  | - | - | - | - | 8   | 2   | 4  | 2  | 41.67% |
| Cortuluá · Colombia | 2ª    | 2012   | 48  | 20 | 16 | 12 | 10 | 2 | 4  | 4  | - | - | - | - | 58  | 22  | 20 | 16 | 49.42% |
| Cortuluá · Colombia | 2ª    | A-2013 | 24  | 11 | 7  | 6  | 10 | 1 | 8  | 1  | - | - | - | - | 34  | 12  | 15 | 7  | 50%    |
| Cortuluá · Colombia | 1ª    | 2022   | 10  | 2  | 3  | 5  | -  | - | -  | -  | - | - | - | - | 10  | 2   | 3  | 5  | 30%    |
| Cortuluá · Colombia | Total | Total  | 240 | 95 | 73 | 72 | 37 | 8 | 17 | 12 | 0 | 0 | 0 | 0 | 277 | 103 | 90 | 84 | 48.01% |
| 1. 2.               |       |        |     |    |    |    |    |   |    |    |   |   |   |   |     |     |    |    |        |

## Palmarés

### Torneos nacionales
| Título    | Club     | País     | Año  |
| --------- | -------- | -------- | ---- |
| Primera B | Cortuluá | Colombia | 2009 |